# Свети Николай (Пожарево)
„Свети Николай Мирликийски“ е българска православна църква в софийското село Пожарево.

## История
Храмът е построен в 1910 година с труда на местното население. Иконите и проекта за иконостаса са дело на художника Август Розентал.
Иконостасът е дело на дебърски майстори от рода Филипови – Иван Филипов (1834 — 1919) и сина му Филип Иванов (1875 — 1940).